# Costaticella
Costaticella is een mosdiertjesgeslacht uit de  familie van de Catenicellidae en de orde Cheilostomatida

## Soorten
- Costaticella benecostata (Levinsen, 1909)
- Costaticella bicuspis (Gray, 1843)
- Costaticella carotica Hayward & Cook, 1979
- Costaticella cuspidata (Levinsen, 1909)
- Costaticella gisleni Silén, 1954
- Costaticella hiulca (Maplestone, 1899)
- Costaticella peltata Gordon, 1993
- Costaticella solida (Levinsen, 1909)

Niet geaccepteerde soort:
- Costaticella hastata (Busk, 1852) → Costaticella bicuspis (Gray, 1843)